# هاري ميلروز
هاري ميلروز (بالإنجليزية: Harry Melrose)‏ هو لاعب كرة قدم ومدرب كرة قدم بريطاني في مركز الهجوم، ولد في 31 مايو 1935 في إدنبرة في المملكة المتحدة. لعب مع بيرويك راينجرز ودونفرملين أثلتيك ونادي أبردين ونادي رينجرز.